# Tårnby Sogn (Tårnby Kommune)
Tårnby Sogn 

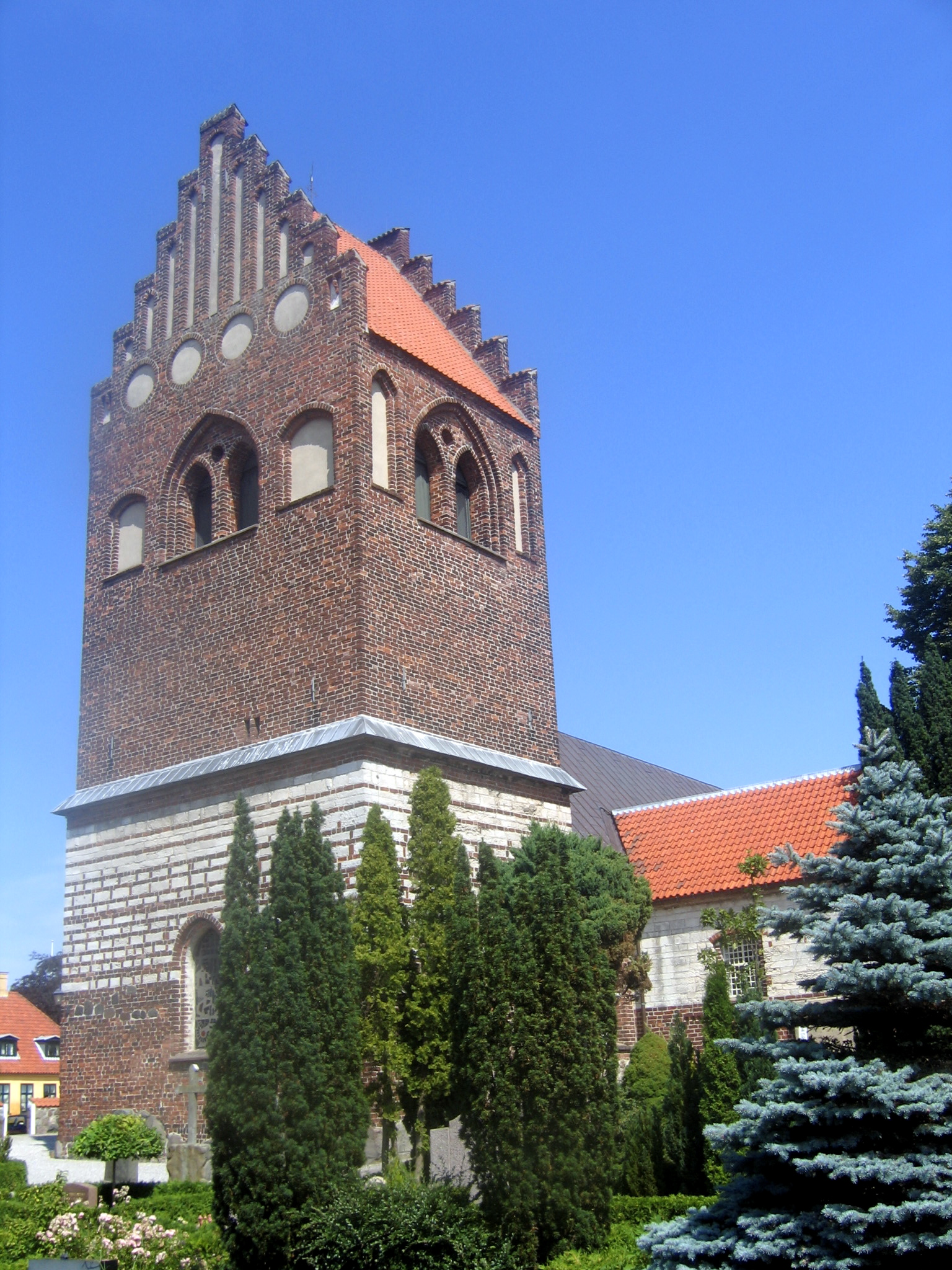
Tårnby Kirke

ist eine Kirchspielsgemeinde (dän.: Sogn)
auf der Insel Amager südöstlich der dänischen Hauptstadt Kopenhagen.
Bis 1970 gehörte sie zur Harde Sokkelund Herred im damaligen Københavns Amt, danach zur Tårnby Kommune im verkleinerten Københavns Amt, die im Zuge der  Kommunalreform zum 1. Januar 2007 Teil der Region Hovedstaden geworden ist. Einen großen Teil des Kirchspiels nimmt der Flughafen Kopenhagen-Kastrup ein.
Von den 42.632 Einwohnern von Tårnby leben 10.548 im Kirchspiel Tårnby (Stand: 1. Januar 2023).
Im Kirchspiel liegt die Kirche „Tårnby Kirke“.
Nachbargemeinden sind im Norden Kastrup Sogn und Korsvejens Sogn und im Westen Skelgårds Sogn, ferner in der nördlich benachbarten  Københavns Kommune (dt.: Kopenhagen) im Nordwesten Solvang Sogn und im Norden Højdevang Sogn und in der südlich benachbarten Dragør Kommune Store Magleby Sogn.